# Evangelische Kirche (Rüdigheim)

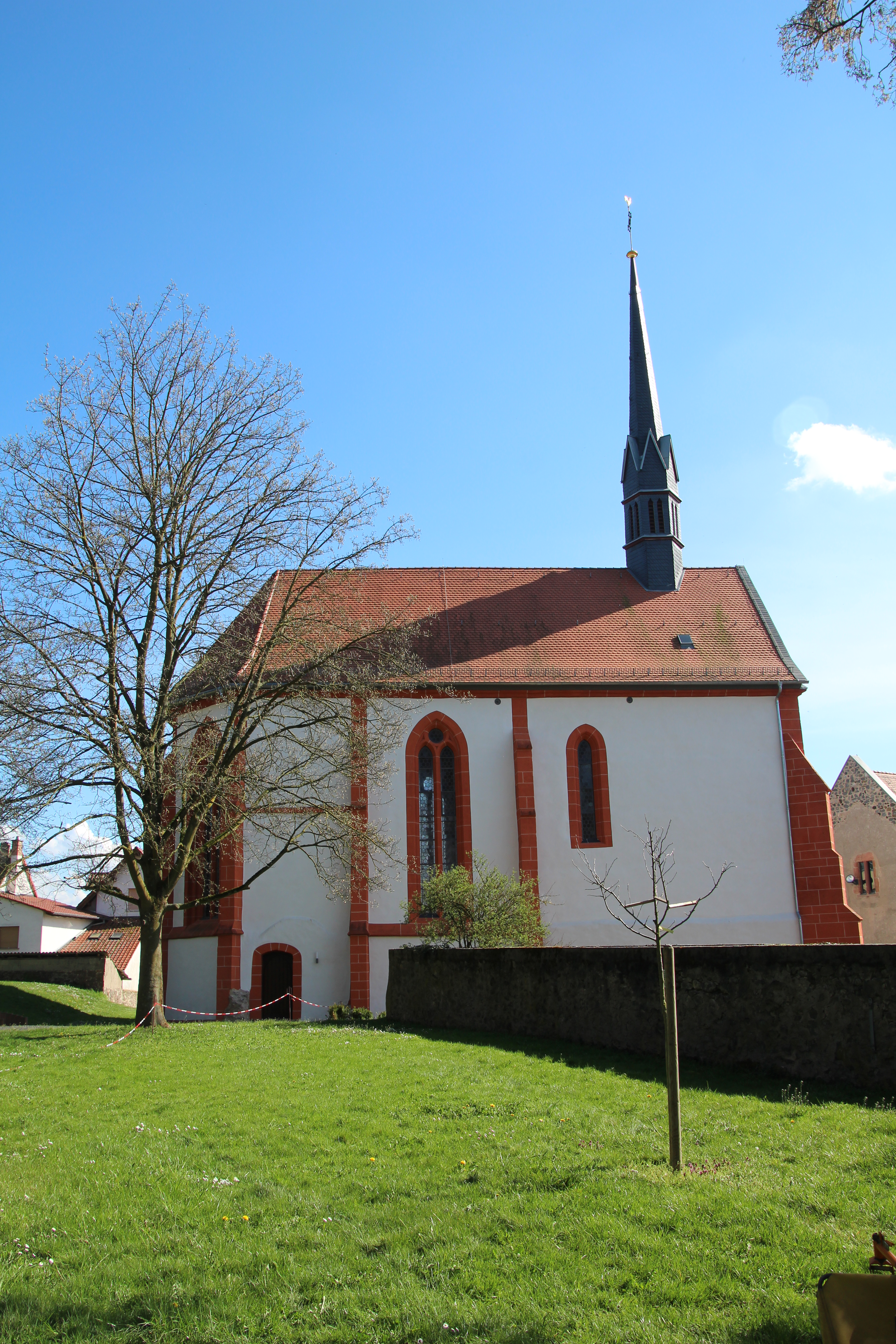
Kirche in Rüdigheim von Norden

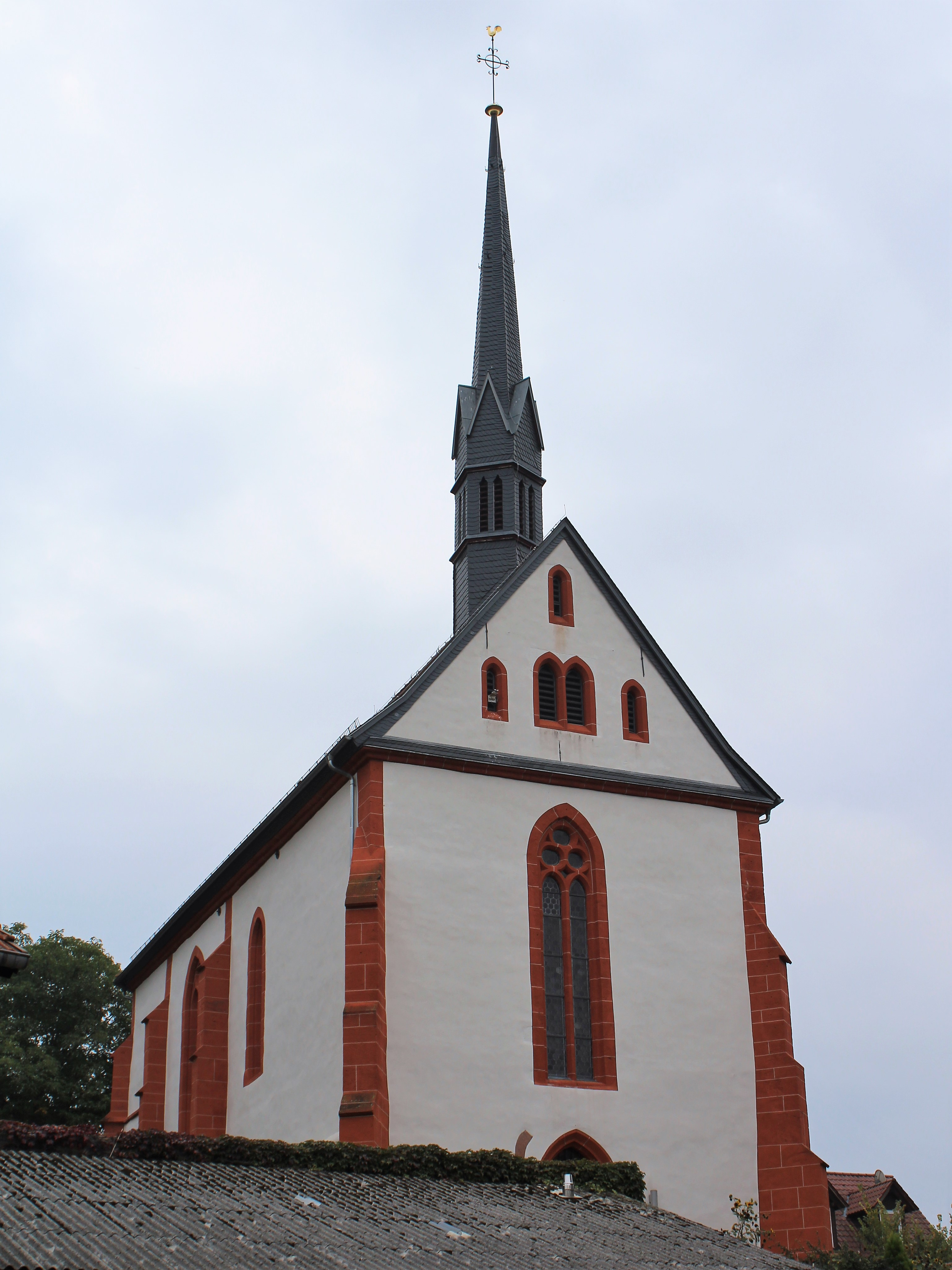
Blick von Nordwesten

Die Evangelische Kirche in Rüdigheim in der Gemeinde Neuberg im Main-Kinzig-Kreis (Hessen) ist die Kirche der ehemaligen Johanniterkommende des Ortes. Sie wurde im Jahr 1260 im Stil der Frühgotik unter Einbeziehung älterer Teile errichtet. Die denkmalgeschützte Saalkirche mit schlankem Dachreiter hat einen Fünfachtelschluss im Osten.

## Geschichte

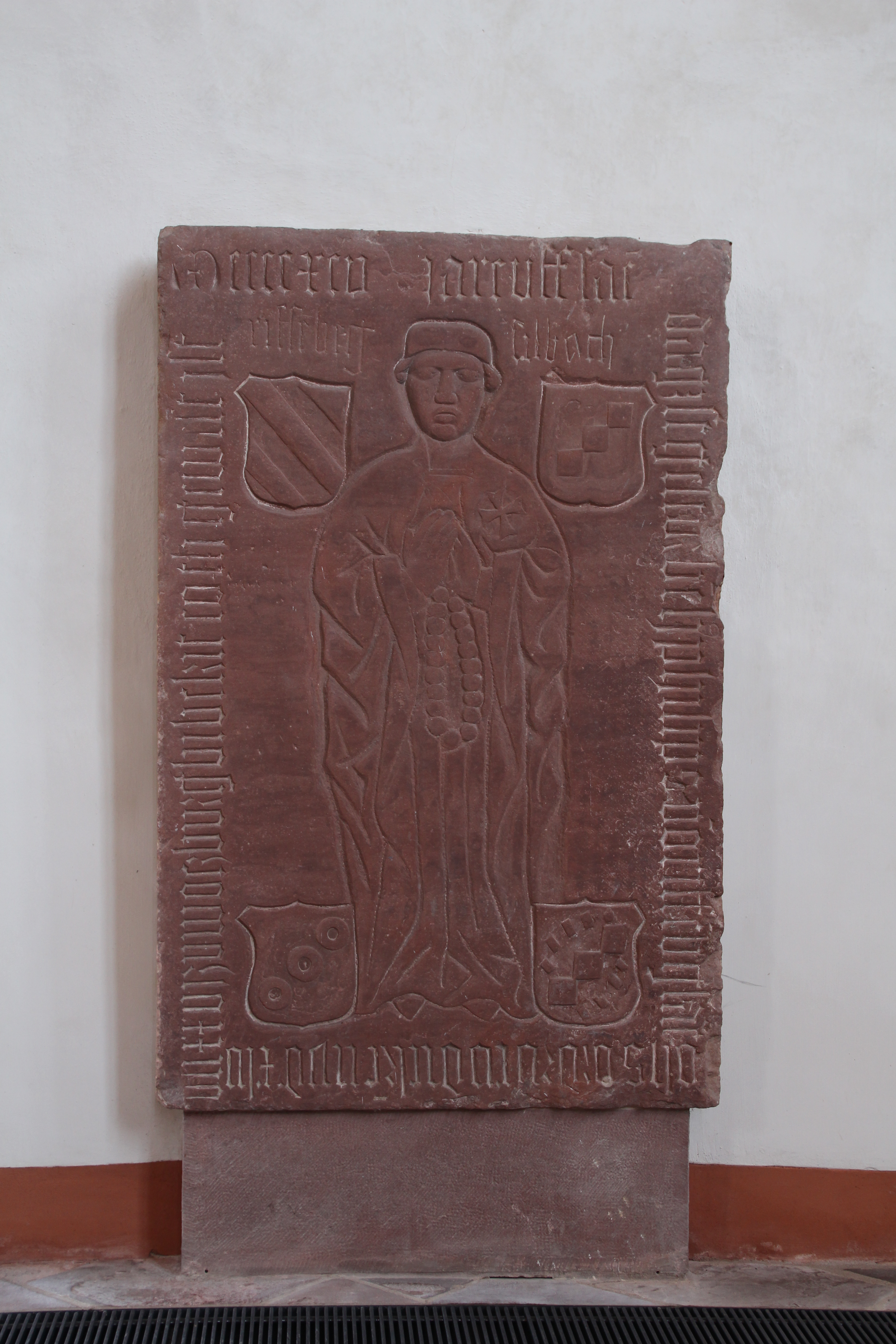
Grabplatte für Philipp von Riffeberg (Reifenberg)

Kirche und Pastor werden im Jahr 1235 erstmals erwähnt, als nach einem Streit Helfrich von Rüdigheim das Patronatsrecht zugesprochen wurde (patronatus in ecclesie Ruedickheim). Es ging 1257/1258 an den Johanniterorden über. Dieser baute im Jahr 1260 die Kirche unter Verwendung älterer Teile der Vorgängerkirche, die vermutlich um 1100 errichtet worden war, in eine frühgotische Kirche um und erweiterte sie um einen Chor. Die Kirche wurde der heiligen Maria geweiht. Rüdigheim war in vorreformatorischer Zeit Pfarrort und hatte bis 1607 Ravolzhausen als Filiale. In kirchlicher Hinsicht unterstand der Ort im späten Mittelalter dem Dekanat Roßdorf im Archidiakonat von St. Maria ad Gradus in Mainz.
Mit Einführung der Reformation 1548 in der Grafschaft Hanau-Münzenberg wechselte der Ort zum evangelischen Glauben. Erster protestantischer Pfarrer war Johannes Metzler, der von etwa 1534 bis etwa 1554 in Rüdigheim wirkte. er war verheiratet und hatte 1554 zwei Söhne. Die Kirchengemeinde nahm 1596 das reformierte Bekenntnis an, als der Hanauer Graf die Konfession wechselte. Infolgedessen wurde die Inneneinrichtung umgestaltet: Die Altarplatte wurde in den Boden eingelassen und ein hölzerner Altar aufgestellt. Der Hochaltar und ein Seitenaltar wurden entfernt. Die Schäden durch den Dreißigjährigen Krieg und durch einen Brand im Jahr 1657 konnten nicht sofort beseitigt werden, da der überforderte Orden in der Baulastpflicht war. Von 1637 bis 1712 versorgte der Rüdigheimer Pfarrer auch die Pfarrei in Oberissigheim. Im Jahr 1670 entstand am Ort eine lutherische Gemeinde, der 1683 die freie Religionsausübung gewährt wurde und die einen eigenen Pfarrer anstellte und ein eigenes Kirchengebäude errichtete.
Größere Renovierungen an der evangelischen Kirche fanden 1734/1735 statt. Die alte, gewölbte Sakristei nördlich des Chors wurde 1746 abgerissen. Erst 1789 folgte eine umfassende Renovierung, um die Schäden des Dreißigjährigen Krieges zu beseitigen. Die Gemeinde ließ eine dreiseitige Empore und erstmals eine Orgel einbauen, die auf der Ostempore aufgestellt wurde. Die Johanniter-Kommende wurde im Jahr 1806 aufgehoben. Im Rahmen der Hanauer Union wurden die beiden evangelischen Gemeinden im Jahr 1819 wiedervereint. Das lutherische Gebäude wurde abgebrochen. 1839 erfolgte eine umfassende Innen- und Außenrenovierung mit neugotischen Bauformen. Das Schiff erhielt eine neue Westempore mit zwei Seitenemporen an den Langseiten. Seitdem dient die Westempore als Aufstellungsort der Orgel. Das Südportal wurde vermauert und das Westportal geschaffen, darüber ein Spitzbogenfenster anstelle der Rosette eingebrochen und der heutige Dachreiter aufgesetzt. Schließlich schaffte die Gemeinde einen neuen Holzaltar an. Die beiden Glocken aus der lutherischen Barockkirche wurden 1845 im neuen Dachreiter der alten Kirche aufgehängt.
Seit 1930 ist Rüdigheim mit Ravolzhausen pfarramtlich verbunden und gehört zum  Kirchenkreis Hanau der Evangelischen Kirche von Kurhessen-Waldeck. Die Renovierung von 1957/1958 stellte den ursprünglichen Zustand weitgehend wieder her. Die Emporen an den Langseiten wurden entfernt, die Sakristeitür wiederentdeckt, der Holzaltar durch die alte Mensaplatte ersetzt, das Taufbecken von der benachbarten Domäne wieder in die Kirche überführt und die farbige Fassung der Gewölberippen, Gewände, Laibungen und frühgotischen Malereien wieder freigelegt und restauriert. Eine letzte Renovierung folgte von 2010 bis 2013, bei der Kanzel und Taufbecken vertauscht wurden und ein neuer Altar entstand.

## Architektur

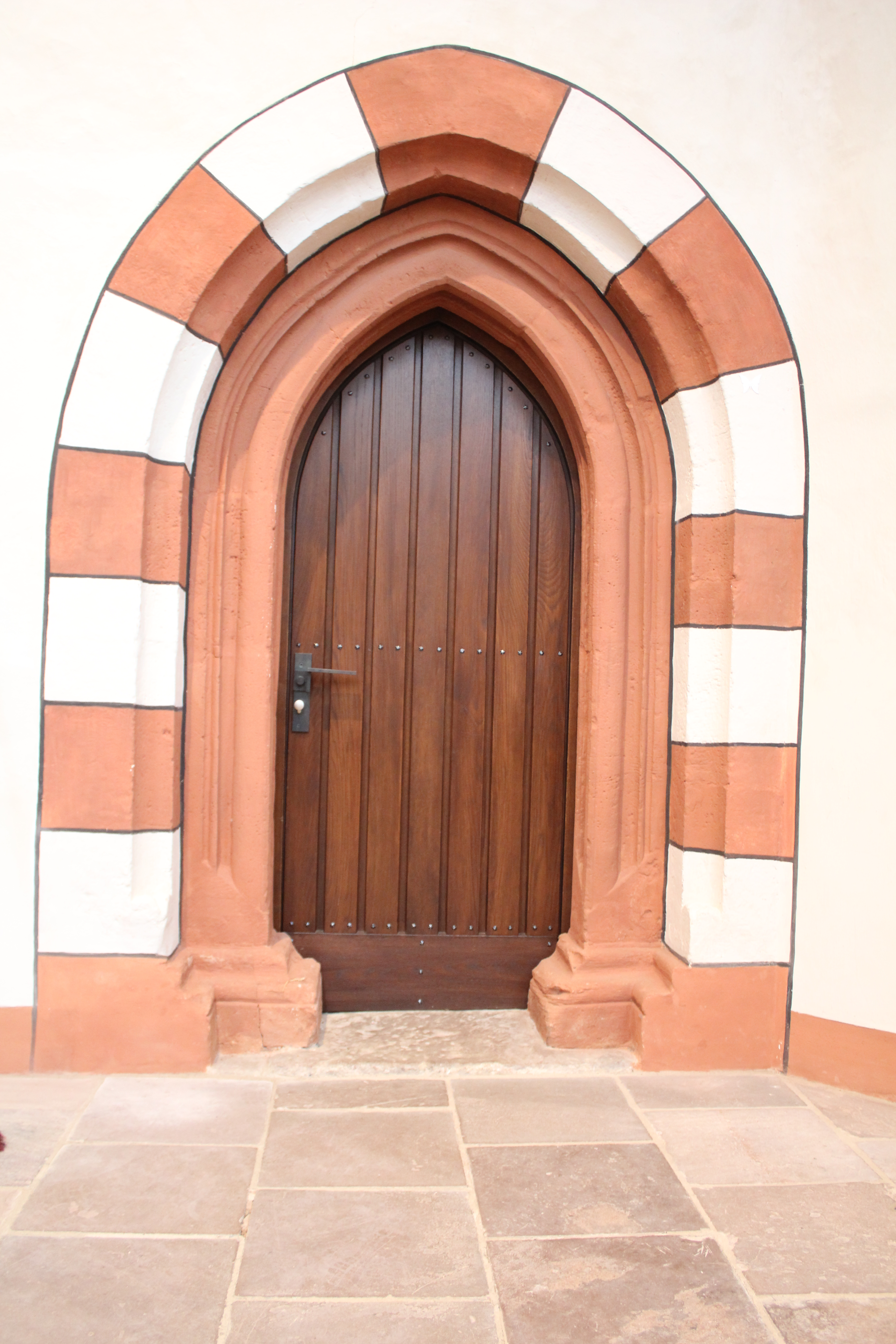
Ehemaliges Sakristeiportal

Die in etwa geostete und leicht nach Nordost ausgerichtete Kirche ist am nördlichen Ortsrand auf einer Erhöhung errichtet. An das einschiffige Langhaus mit zwei Jochen schließt sich in derselben Höhe und Breite der einjochige Chor mit Fünfachtelschluss an. Zwei abgetreppte Strebepfeiler sind an den westlichen Gebäudeecken angebracht, sechs weitere gliedern den Chor. Südwestlich und in unmittelbarer Nähe zur Kirche ist die ehemalige Komturei erhalten, die heute als evangelisches Gemeindehaus genutzt wird.
Das Langhaus ist 23,35 m lang und 10,50 m breit. Das Maßwerk erreicht eine Höhe von 12,50 m. Außen sind am westlichen Teil des Langhauses unterhalb des Dachgesimses Johanniterwappen gemalt, die bei der letzten Renovierung übertüncht wurden und nicht mehr sichtbar sind. Die Kirche wird durch ein neogotisches Westportal mit profiliertem Spitzbogen erschlossen. Die westliche Giebelseite wird durch ein großes neogotisches Spitzbogenfenster beherrscht. Im Giebeldreieck sind fünf kleine Fenster und an den Langseiten je ein schmales, hochsitzendes Spitzbogenfenster aus romano-gotischer Übergangszeit eingelassen. Das spätromanische Spitzbogenportal mit Rundstab und Fünfpassbogen in der Südwand ist vermauert und stammt vermutlich noch von 1235. Im Inneren ruhen die rot-schwarzen Birnstabrippen auf Konsolen, nur am Übergang vom Schiff zum Chor gibt es dreifaches Dienstbündel mit Hörner- und Knospenkapitell. Der große östliche Schlussstein im Langhaus weist einen Durchmesser von 1,27 m auf und zeigt ein Weihekreuz, das von einer sechsfach gewundenen Weinranke umgeben wird, die als Dornenkrone gestaltet ist.
Im Westen ist ein schlanker sechsseitiger Dachreiter von 1839 aufgesetzt, der vollständig verschindelt ist und bis zum Knauf eine Höhe von 15,90 m und bis zum Hahn 19,45 m erreicht. Über den Schalllöchern für das Geläut leiten Dreiecksgiebel zum schlanken Spitzhelm über, der von einem Turmknauf, verzierten Kreuz und vergoldeten Wetterhahn bekrönt wird. Der Dachreiter beherbergt zwei Glocken. Die Glocke von 1890 trägt die Inschrift: „EHRE SEI GOTT IN DER HOEHE, FRIEDE AUF ERDEN, UND DEN MENSCHEN EIN WOHLGEFALLEN. RUEDIGHEIM 1890“. Die zweite Glocke schaffte die Gemeinde 1951 als Ersatz für zwei im Zweiten Weltkrieg abgelieferte Glocken an.
Der Chor hat sechs frühgotische Maßwerkfenster mit Wabenverglasung, das Ostfenster ist dreibahnig mit Dreipässen im Bogenschluss, die anderen sind zweibahnig mit Kreis. Die Nordseite, an der die Sakristei angebaut war, ist fensterlos. Das Nordportal mit Birnstabprofil führte ursprünglich in die Sakristei. Der Chor wird im Inneren von einem Kreuzrippengewölbe überwölbt. Die rot-gelb gekehlten Chorrippen ruhen auf Konsolen unterschiedlicher Form.

## Innenausstattung

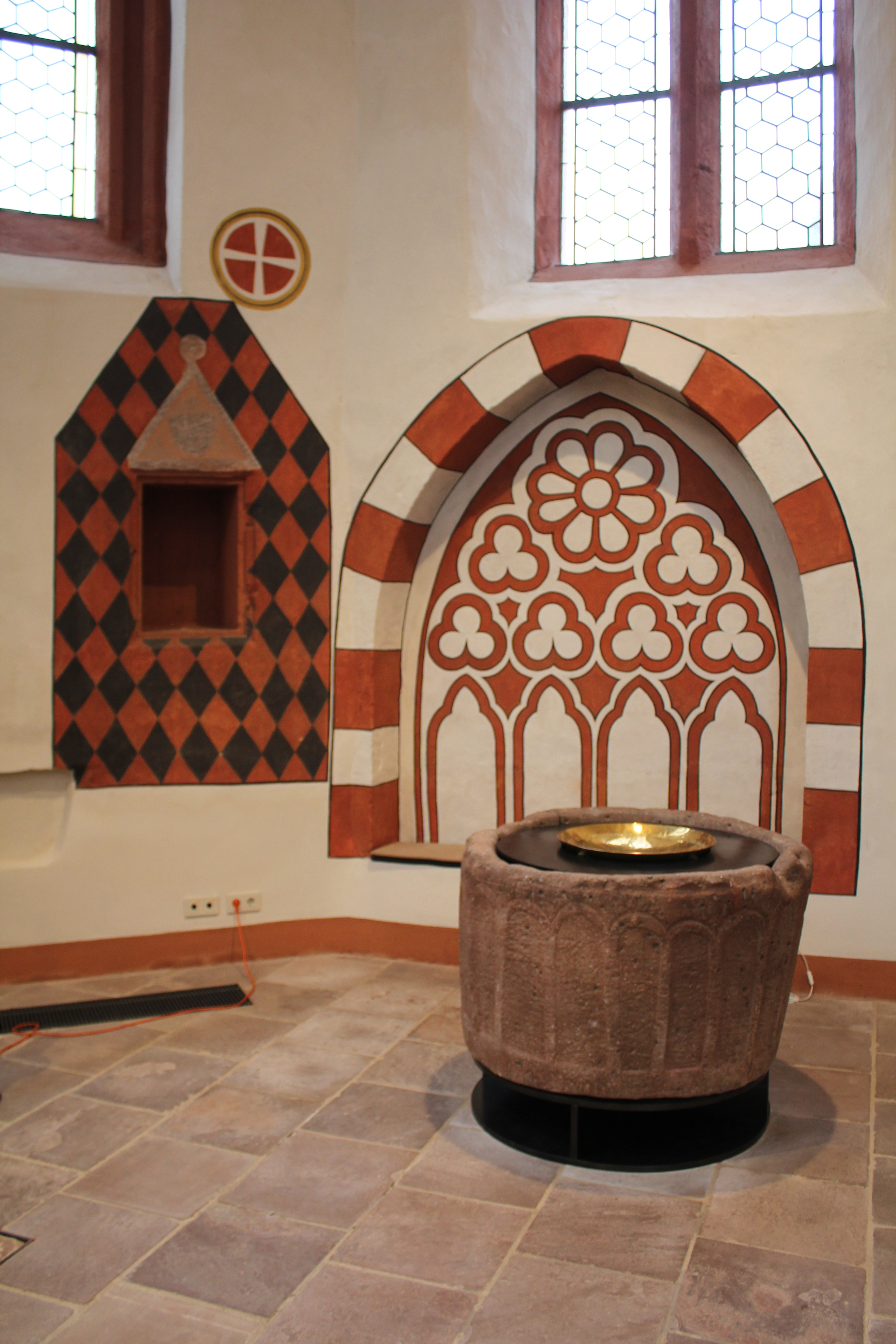
Romanisches Taufbecken vor den Nischen

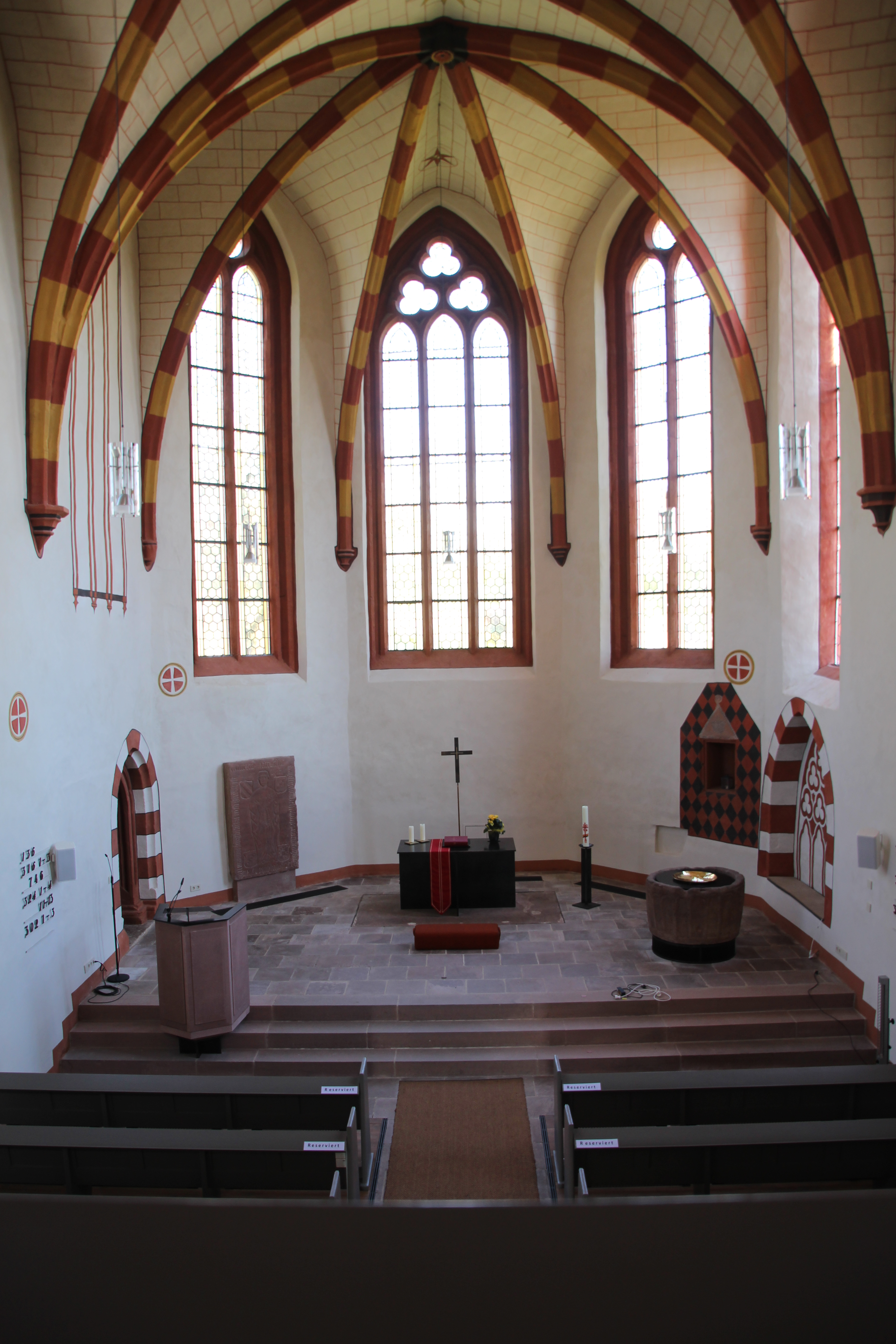
Blick auf den Altarbereich

Im Chor ist der Altarbereich um drei Stufen erhöht. Der moderne Altar ist aus Bronzeplatten auf kreuzförmigem Grundriss mit abschließender Platte gestaltet. Darunter ist die alte große Mensaplatte aus rotem Sandstein in den Boden eingelassen. Die schlichte polygonale Sandstein-Kanzel ist im nördlichen Bereich der Stufen aufgestellt. Über der ehemaligen Sakristeitür ist in Rot ein Maßwerkfenster aufgemalt. Die Gewölbekappen von Chor und Schiff sind mit roter Steinquaderung und zehn Sternen bemalt. Die beiden Schlusssteine im Chor sind  mit Rosetten belegt. Rechts von der Tür ist der hochrechteckige Grabstein des Komturs Philipp von Riffeberg († 1495) aus rotem Sandstein an der Wand aufgestellt. In der Südwand gegenüber der Tür ist eine spitzbogige Sitznische (Sedilien) eingelassen, die an der Rückseite mit Maßwerkformen ausgemalt ist. Die rechteckige Sakramentsnische links davon wird von schwarz-roter Rautenbemalung umgeben. Vor der Sitznische ist der romanische Taufstein aus Rhönsandstein mit rundbogigen Blenden aufgestellt, das älteste Inventarstück der Kirche. Der Boden im Chor ist mit Platten aus rotem Sandstein belegt.
Im Schiff lässt das schlichte hölzerne Kirchengestühl von 1957 einen Mittelgang frei. Südlich des Westportals ist ein verwittertes hochrechteckiges Epitaph des 17. Jahrhunderts aus Rotsandstein aufgestellt, das Johann Jost Christ zur Erinnerung an seine Frau und seine Renovierung der Kirche anfertigen ließ. Die hölzerne Westempore in grauer Fassung ruht auf achteckigen Holzpfosten und hat eine kassettierte Brüstung, die in der Mitte vorgebaut ist. Die Wände von Schiff und Chor tragen zwölf Weihekreuze.

## Orgel

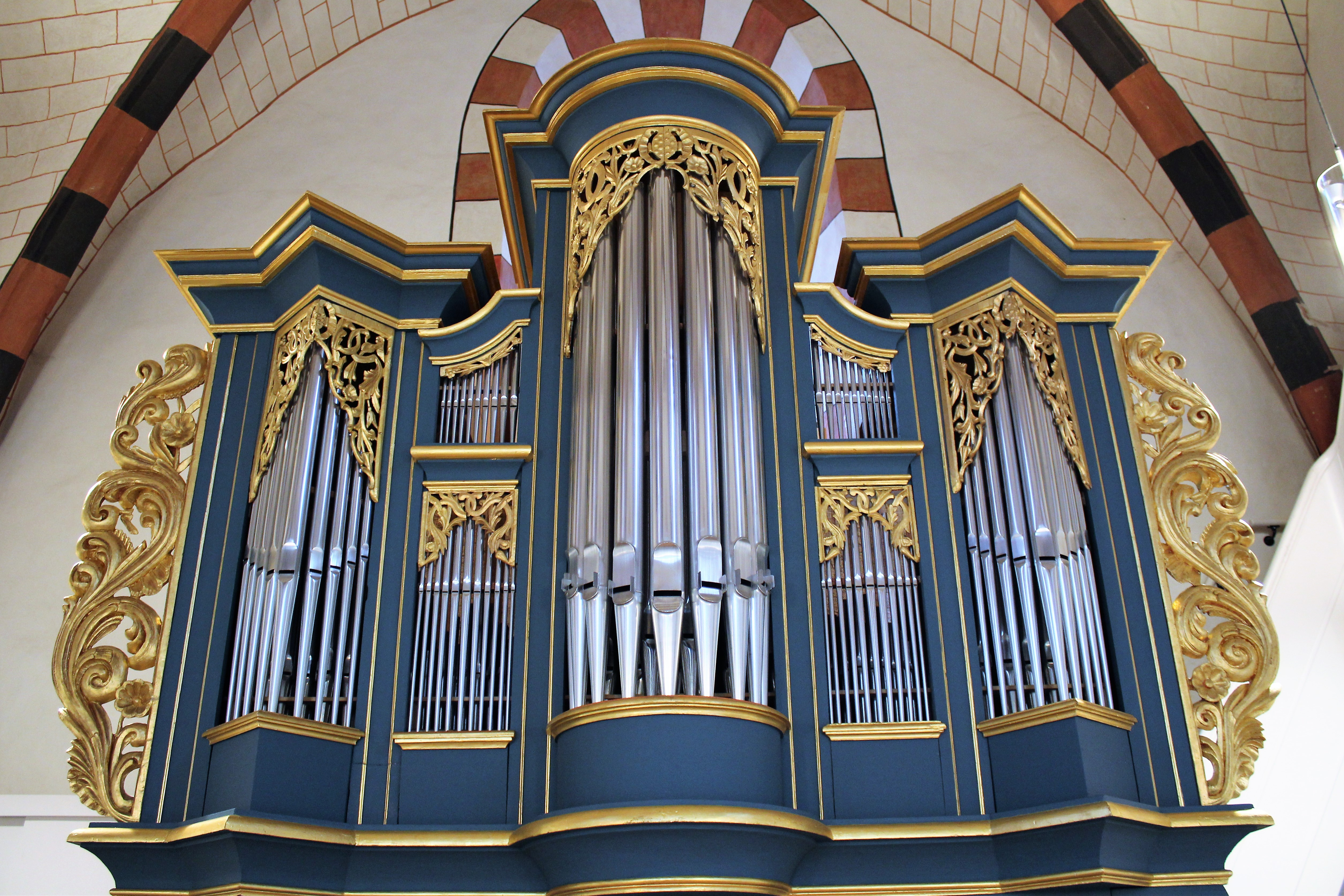
Zinck-Orgel von 1789

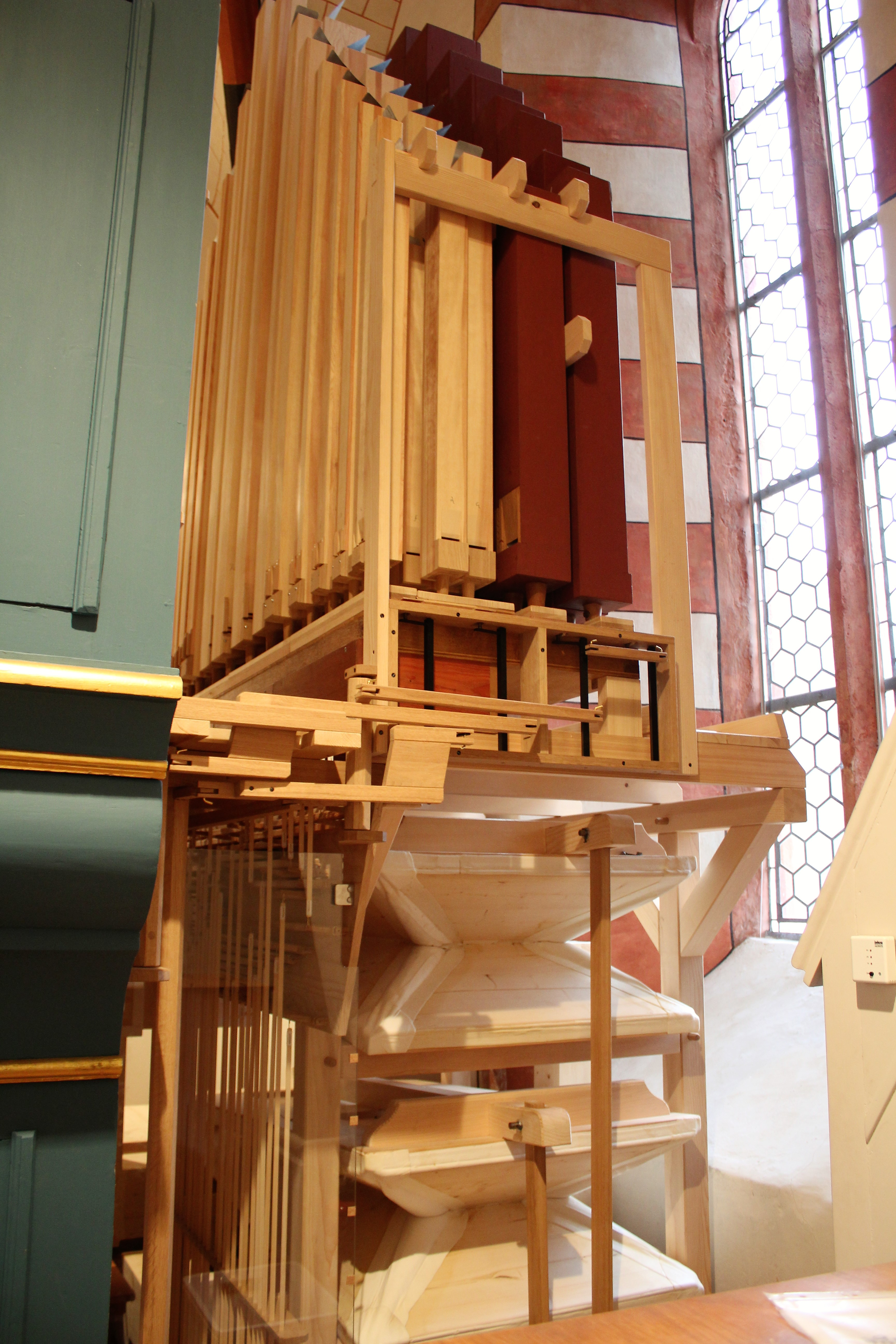
Hinterständiges Pedalwerk und rekonstruierte Balganlage

Im Jahr 1780 beschlossen Pfarrer und Kirchenvorstand die Anschaffung einer Orgel, was vor Finanzierungsprobleme stellte, sodass der Bau erst 1787 vom reformierten Konsistorium in Kassel genehmigt wurde. Johann Georg Zinck baute die Orgel in den Jahren 1788–1789 mit elf Registern. Der fünfachsige Prospekt hat einen überhöhten runden Mittelturm, der von zweigeschossigen Pfeifenflachfeldern flankiert wird. Diese leiten zu den mittelgroßen Spitztürmen über. Die Kranzgesimse sind profiliert, die vergoldeten Schleierbretter haben Akanthuswerk mit Rocaillen. Das Instrument verfügt heute über 13 Register, die auf einem Manual und Pedal verteilt sind. Das Instrument wurde in den Jahren 1957/1958 durch den Frankfurter Orgelbau Voigt eingreifend umgebaut, der fast alle Metallpfeifen erneuerte, sodass die meiste Originalsubstanz verloren ging. 1974 baute Bernhard Schmidt aus Gelnhausen neue Pedalladen und einen neuen Spieltisch mit erweiterten Klaviaturumfängen. Nur das spätbarocke Gehäuse, ein Teil der mechanisch ausgeführten Traktur und die Holzpfeifen der beiden Gedackt-Register blieben erhalten.
Die Orgel wurde 2017 durch Förster & Nicolaus Orgelbau für etwa 100.000 € restauriert und rekonstruiert. Im Pedal wurde der Subbass 16′ von 1958/1974 übernommen und auf der leeren Schleife im Manual eine Superoctav 1′ aufgestellt. Förster & Nicolaus rekonstruierte zehn Register, die Klaviaturen und die Balganlage. Eine Besonderheit stellt das hölzerne Streichregister Violon 4′ dar. Die dunkelblaue Fassung wurde wiederhergestellt und die Profilleisten vergoldet. Die Orgel weist folgende Disposition auf:
| I Manual C–c3 |        |
| Gedact        | 8′     |
| Quintatön     | 8′     |
| Principal     | 4′     |
| Gedact        | 4′     |
| Violon        | 4′     |
| Quint         | 3′     |
| Oktave        | 2′     |
| Terz          | 1 3⁄5′ |
| Superoctav    | 1′     |
| Mixtur III    | 1′     |

| Pedal C–c1    |     |
| Subbass       | 16′ |
| Principalbass | 8′  |
| Violonbass    | 8′  |

- Koppel: I/P